# ساننومیا

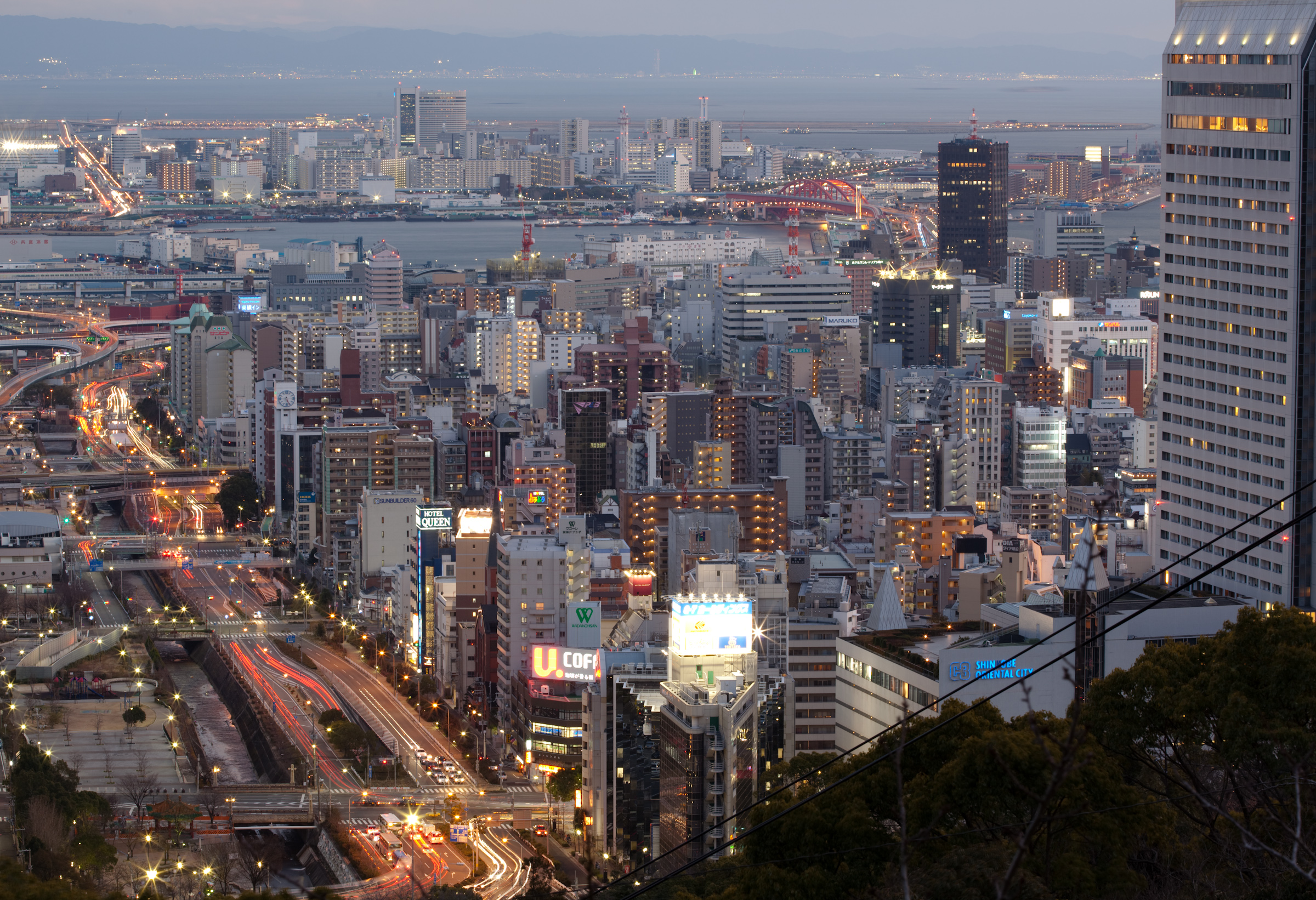

ساننومیا (به ژاپنی: 三宮 Sannomiya) یک بخش از چوئو-کو، کوبه در شهر کوبه در استان هیوگو در ژاپن است. این بخش بزرگترین بخش شهری در کوبه محسوب می شود.